# Bullfrog Goldfield Railroad
Die Bullfrog Goldfield Railroad (BGRR) war eine private, eingleisige Normalspur-Bahnstrecke im US-Bundesstaat Nevada, die die Goldminen bei Beatty mit den Bahnstrecken der Tonopah & Goldfield Railroad Company und der Central Pacific Railway Company verband.

## Streckenverlauf
Die Stammstrecke der Bullfrog Goldfield Railroad Company führte von Beatty für 78,95 mi (127,06 km) nach Nordnordwesten bis Goldfield. Eine 5,83 mi (9,38 km) lange Abzweigung führte von Beatty nach Westen bis Rhyolite. Die Gesamtstrecke war daher 84,78 mi lang. Die Betriebs- und Abstellgleise waren darüber hinaus 7,70 mi (12,39 km) lang, so dass die Gleise insgesamt 92,48 mi (148,83 km) lang waren. Die Bullfrog Goldfield Railroad Company besaß keine Bahnhofs- und Betriebswerksgebäude, sondern nutzte die der Las Vegas & Tonopah Railroad Company.

## Unternehmensgeschichte
Die Bullfrog Goldfield Railroad Company wurde am 1. September 1905 für eine Dauer von 50 Jahren in Nevada durch Investoren der Tonopah & Goldfield Railroad Company und vermutlich der Tonopah Mining Company gegründet. Dadurch sollte eine Verbindung vom südlichen Endbahnhof der Tonopah and Goldfield Railroad in Goldfield nach Süden bis zu dem Bergbaugebiet um Beatty und Rhyolite hergestellt werden. Dadurch ergab sich eine Fernverbindung über die Tonopah and Goldfield Railroad zur Central Pacific Railway in Tonopah in Konkurrenz zu der nach Süden führenden Vegas & Tonopah Railroad und der Tonopah and Tidewater Railroad.
Der Bau wurde von der Amargosa Construction Company unter am 20. März 1906 und am 27. Dezember 1907 geschlossenen Verträgen durchgeführt. Die ursprünglichen Streckenlängen sind in den Unterlagen der Bullfrog Goldfield Railroad Company aufgeführt. Der Bau begann Anfang 1906, und die Bahnstrecke wurde im Mai 1907 fertiggestellt und eröffnet, woraufhin anfangs die Amargosa Construction Company den Betrieb bis zum 1. Januar 1908 übernahm. Die Baukosten wurden von der Amargosa Construction Company getragen, die während der Bauzeit vom Bullfrog Syndikat finanziert wurde. Es scheint als ob das Bullfrog Syndikat die Amargosa Construction Company führte, aber darüber sind keine schriftlichen Belege bekannt.
Die ursprünglichen Streckenlängen der Bullfrog Goldfield Railroad Company waren wie folgt:
Ursprüngliche Bahnstrecken im Mai 1907:
- Von Rhyolite nach Beatty 7,79 mi (12,54 km)
- Von Beatty nach Bonnie Claire 37,49 mi (60,33 km)
- Von Bonnie Claire nach Goldfield 36,65 mi (58,98 km)

Gesamt: 81,93 mi (131,85 km)
Der Bergbau war der wichtigste Industriesektor der Region. Er durchlitt kurz nach der Fertigstellung Bullfrog Goldfield Railroad eine schwere Krise. Der Abschwung der Bergbauindustrie führte 1908 zu einem gemeinsamen Betriebsvertrag mit der Tonopah & Tidewater Railroad Company unter einer in Delaware als Tonopah & Tidewater Company registrierten Holding. Das Abkommen konnte die finanziellen Erwartungen nicht erfüllen, so dass das Unternehmen im Juni 1904 reorganisiert wurde, wodurch die parallel verlaufende Vegas & Tonopah Railroad stillgelegt wurde und die Bullfrog Goldfield Railroad Company unter die Kontrolle deren Betreiberorganisation kam, aber weiterhin als eigenständiges Unternehmen agierte. Der gemeinsame Betriebsplan wurde am 1. Januar 1908 implementiert.
Wegen Zahlungsschwierigkeiten wurde am 26. Juni 1914 ein Konsolidierungsvertrag zwischen der Bullfrog Goldfield Railroad Company, deren Investoren und der Las Vegas & Tonopah Railroad Company geschlossen, aufgrund dessen die parallelen Streckenabschnitte stillgelegt wurden. Im Rahmen eines Streckentausches übergab die Bullfrog Goldfield Railroad Company am 26. Juni 1914 die 7,79 mi (12,54 km) lange Strecke von Rhyolite (Bullfrog Mine) bis Beatty sowie die 36,65 mi (58,98 km) von Bonnie Claire nach Goldfield, d. h. insgesamt 44,44 mi (71,52 km) an die Las Vegas & Tonopah Railroad Company. Im Gegenzug bekam sie von der Las Vegas & Tonopah Railroad Company deren 5,83 mi (9,38 km) lange Strecke von Rhyolite (Tramps Mine) nach Beatty und deren 42,12 mi (67,79 km) lange Strecke von Bonnie Claire nach Goldfield, d. h. insgesamt 47,95 mi (77,17 km). Dadurch änderte sich laut einer Evaluierung der Interstate Commerce Commission die Streckenlänge der Bullfrog Goldfield Railroad Company wie folgt. Als dieser Konsolidierungsvertrag am 20. Juli 2014 implementiert wurde, wurde die Tonopah and Tidewater Company aufgelöst. Die Bullfrog Goldfield Railroad Company wurde durch die Las Vegas & Tonopah Railroad Company geführt, die seit 1914 bereits 51 % der Kapital-Aktien besaß. Die beiden Bahngesellschaften betrieben seitdem unter unterschiedlichen Namen von Goldfield nach Las Vegas.
Bahnstrecken am 30. Juni 1915:
- Abzweigung von Beatty nach Rhyolite (Tramps mine), erworben von der Las Vegaa & Tonopah Railroad Company, 5,83 miles (9,38 km)
- Von Beatty nach Bonnie Claire, Teil der ursprünglichen Strecke, 36,83 mi (59,27 km)
- Von Bonnie Claire nach Goldfield, erworben von der Las Vegas & Tonopah Railroad Company, 42,12 miles (67,79 km)

Gesamt: 84,78 mi (136,44 km)

## Schienenfahrzeuge
- 14 Dampflokomotiven
- 1 Güterwagen
- 3 Personenwagen[3]

## Schließung
Die Bullfrog Goldfield Railroad stellte im Januar 1928 den Betrieb ein. Zuvor überließ sie im Rahmen eines Leasingvertrags ihre Strecken der Tonopah & Tidewater Railroad Company oder der Las Vegas & Tonopah Railroad Company. Das Management wurde während ihres 21-jährigen Bestehens fünfmal gewechselt. Das Bullfrog Goldfield Frachtdepot und die Wartungsgebäude standen an der Fifth Avenue und Pearl Street von Goldfield gegenüber vom Santa Fe Saloon und wurden 2017 restauriert.